# Oerknal-nucleosynthese
Oerknal-nucleosynthese is in de kosmologie de vorming van lichte atoomkernen, tussen 10 seconden en 20 minuten na de oerknal. Dit moet niet verward worden met nucleosynthese, die pas 200 miljoen jaar later begon in sterren.
Toen het heelal nog klein en heet was, ontstonden uit een kwantumfluctuatie in vacuüm fotonen. Bij uitzetting en de daarmee verbonden afkoeling ontstonden daaruit eerst quarks en dan daaruit protonen en neutronen. Protonen zijn stabiel, maar een neutron vervalt met vervaltijd 886 seconden door de zwakke kernkracht met bètaverval tot een proton, een elektron en een elektron-antineutrino. Zo ontstond een verhouding protonen:neutronen 7:1. Toen het heelal door uitzetting kouder werd, gingen neutronen zich binden aan protonen, waardoor die verhouding 7:1 ingevroren werd. Die verhouding is nu nog terug te vinden in de massaverhouding waterstof:helium 3:1. Inderdaad: dit betekent 12 waterstofkernen met massa 1 van 1 proton tegen 1 heliumkern met massa 4 van 2 protonen en 2 neutronen, dus 12 + 2 = 14 protonen : 2 neutronen of 7:1. Eerst werd gedacht, dat de optredende reactie enkel vorming van deuterium was: n + p → D. Latere metingen en berekeningen toonden aan, dat in dit vroeg stadium ook al tritium, helium-3, helium-4 en lithium-7 ontstaan moeten zijn. Alle zwaardere elementen zijn pas later door nucleosynthese in sterren ontstaan.